# 대전옥계초등학교
대전옥계초등학교는 대한민국 대전광역시 중구에 있는 공립 초등학교이다.

## 학교 연혁
- 1982.12. 9 대전석교초등학교에서 분리 개교(18학급, 750명)
- 1992. 3. 1 대전광역시동부교육청 지정 진로교육 시범학교 운영
- 1997. 3. 1 대전광역시동부교육청 지정 열린교육 시범학교 운영
- 1999. 3. 1 교육부 지정 정보화시대 통계교육 연구학교(2년간)
- 1999. 4. 1 ‘99 학교 교육 계획 우수 전국 베스트 5 선정
- 1999.12.31 새 학교 문화 창조 추진 결과 우수 학교, 교육부 장관 표창
- 2001. 3. 1 공주교육대학교 대용부설초등학교 지정(4년간)
- 2005. 3. 1 공주교육대학교 대용부설초등학교 재지정(2년간)
- 2007. 4.12 다목적강당 건물 옥동자관 개관
- 2007.12.10 100대교육과정 최우수학교 선정
- 2008. 3. 1 대전광역시교육청 지정 ICT활용 국제교류협력 시범학교 지정(2년간)
- 2012. 7. 3 주차장,후동 화장실 및 전,후동 이동통로 준공
- 2013. 2.15 제 30회 졸업(졸업생 수:104명, 총 6,078명)
- 2013. 3. 1 21학급 편성(특수학급 2개반 포함)
- 2013. 6~2014. 1 전후동 건물도색 및 창고 신축
- 2014. 6. 9 운동장 생활체육시설 준공
- 2015. 2. 13 제31회 졸업식(졸업생 수 85명, 총 6248명)
- 2015. 3. 1 20학급 편성(특수학급 2개반 포함)

## 참고 자료
- 대전옥계초등학교 - 한국교육학술정보원 학교알리미